# معسكر اعتقال زاكسنهاوزن

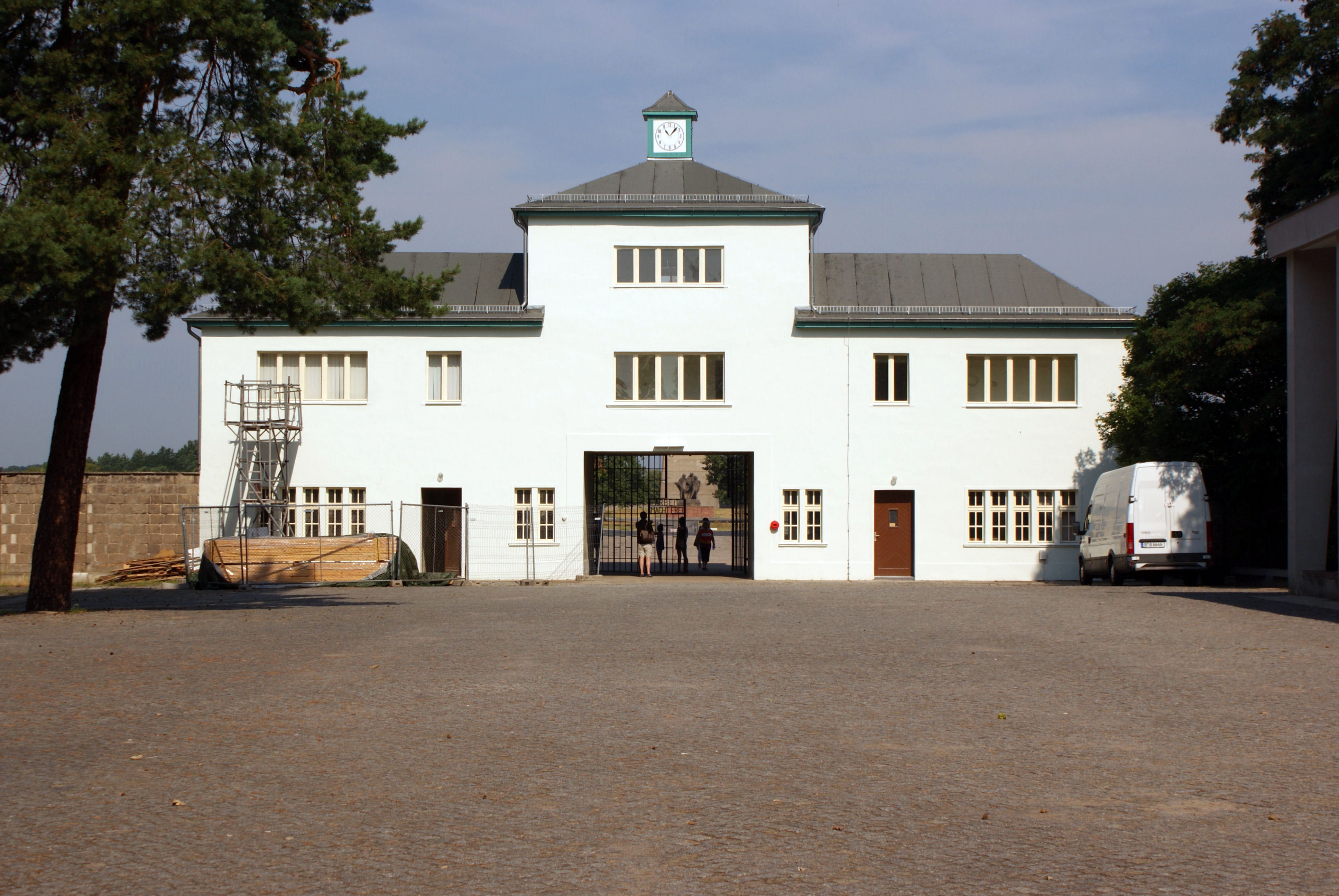
المدخل الرئيسي

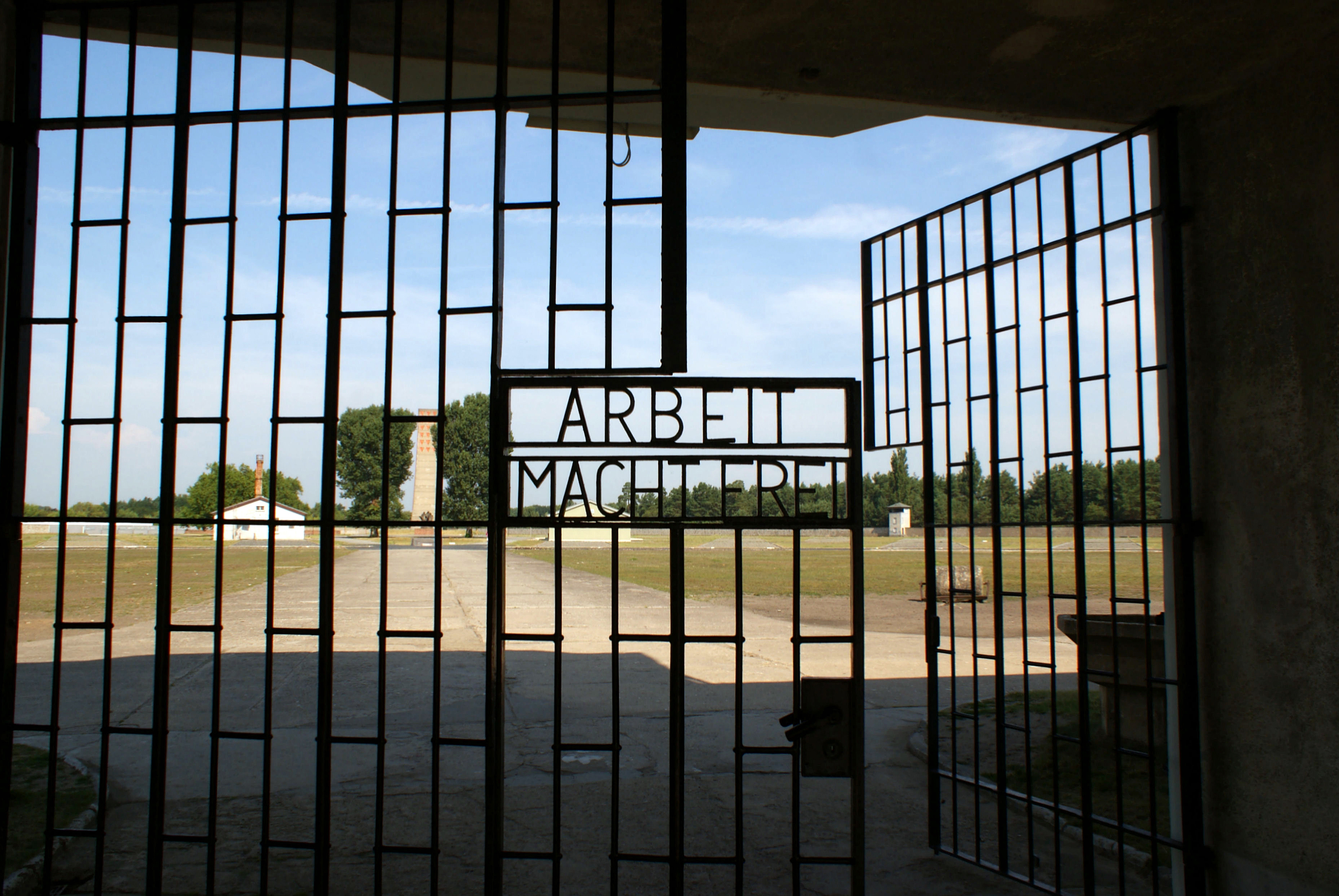
بوابة ساكسنهاوزن

ساكسنهاوزن (تُلفظ بالألمانية: [zaksənˈhaʊzən] أو Sachsenhausen-Oranienburg كان معسكر اعتقال نازي في أورانينبورغ، ألمانيا، وكان يستخدم في المقام الأول للسجناء السياسيين من عام 1936 إلى نهاية الرايخ الثالث في مايو 1945. بعد الحرب العالمية الثانية، عندما كان أورانينبورغ في منطقة الاحتلال السوفيتي، تم استخدام الهيكل كمخيم خاص لـ NKVD حتى عام 1950 (انظر المعسكر الخاص في NKVD رقم 7). أرض المخيم مع المباني المتبقية مفتوحة الآن للجمهور كمتحف.

## ساكسنهاوزن تحت حكم ألمانيا النازية
تأسس المخيم في عام 1936. كان يقع 35 كيلومتر (22 ميل) شمال برلين، مما أعطاه موقعًا رئيسيًا بين معسكرات الاعتقال الألمانية: كان المركز الإداري لجميع معسكرات الاعتقال في أورانينبورغ، وأصبح ساكسنهاوزن مركزًا للتدريب لضباط شوتزستافل (SS) الذين يتم إرسالهم في كثير من الأحيان للإشراف على معسكرات أخرى بعد ذلك). في البداية، تم استخدام المخيم لإتقان طريقة التنفيذ الأكثر كفاءة وفعالية للاستخدام في معسكرات الموت. بالنظر إلى ذلك، من الواضح أن عمليات الإعدام قد تمت في ساكسنهاوزن، وخاصةً لأسرى الحرب السوفيت. خلال المراحل الأولى من وجود المخيم، نُفِّذت عمليات الإعدام بوضع السجين في غرفة صغيرة، غالبًا باستخدام الموسيقى، تسمى Genickschussbaracke وأخبارهم أنه يجب قياس طولهم ووزانهم، ولكن تم إطلاق النار عليهم بدلاً من ذلك. تبين أن هذا الأمر يستغرق وقتًا طويلاً للغاية، لذا قاموا بعد ذلك بتجربة الخندق، مما أدى إلى مقتلهم إما عن طريق إطلاق النار أو شنقًا. على الرغم من أن عمليات الإعدام الجماعي هذه تمت بسهولة أكبر، إلا أنها أحدثت حالة من الذعر الأولي بين السجناء، مما جعل السيطرة عليهم أكثر صعوبة. لذلك، ما زالوا غير سعداء، بدأوا بعد ذلك في إجراء تجارب صغيرة لما قد يصبح غرف الغاز الكبيرة في معسكرات الموت. لقد نجحت هذه وأظهرت لهم أن هذه الطريقة كانت «الطريقة المثلى» لأنها سهلت وسائل قتل أكبر عدد من السجناء، دون ذعر أولي «مفرط». لذا بحلول سبتمبر 1941، عندما كانوا يقومون بإجراء التجارب الأولى لهذه الطريقة في أوشفيتز، كان ساكسنهاوزن بالفعل مسرحًا «لبعض إستخدامات الغازات بالاقتران مع تطوير شاحنات الغاز» 
كما تم استخدام الأسرى كقوة عاملة، حيث تم إرسال فريق عمل كبير من السجناء من المعسكر للعمل في المصانع القريبة لتلبية رؤية ألبرت شبير لإعادة بناء برلين.

## المعرض

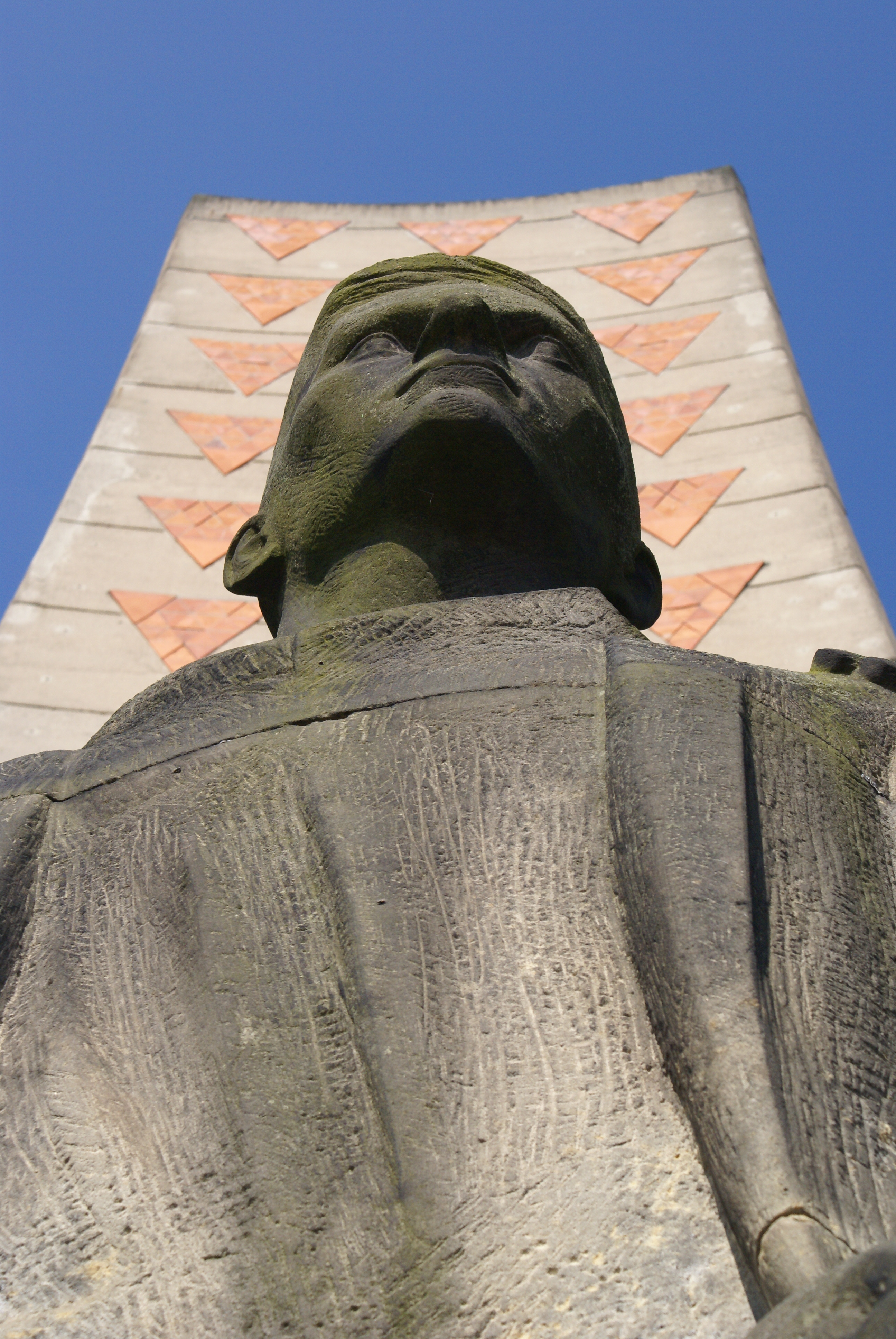
ساكسنهاوزن التذكارية التفاصيل
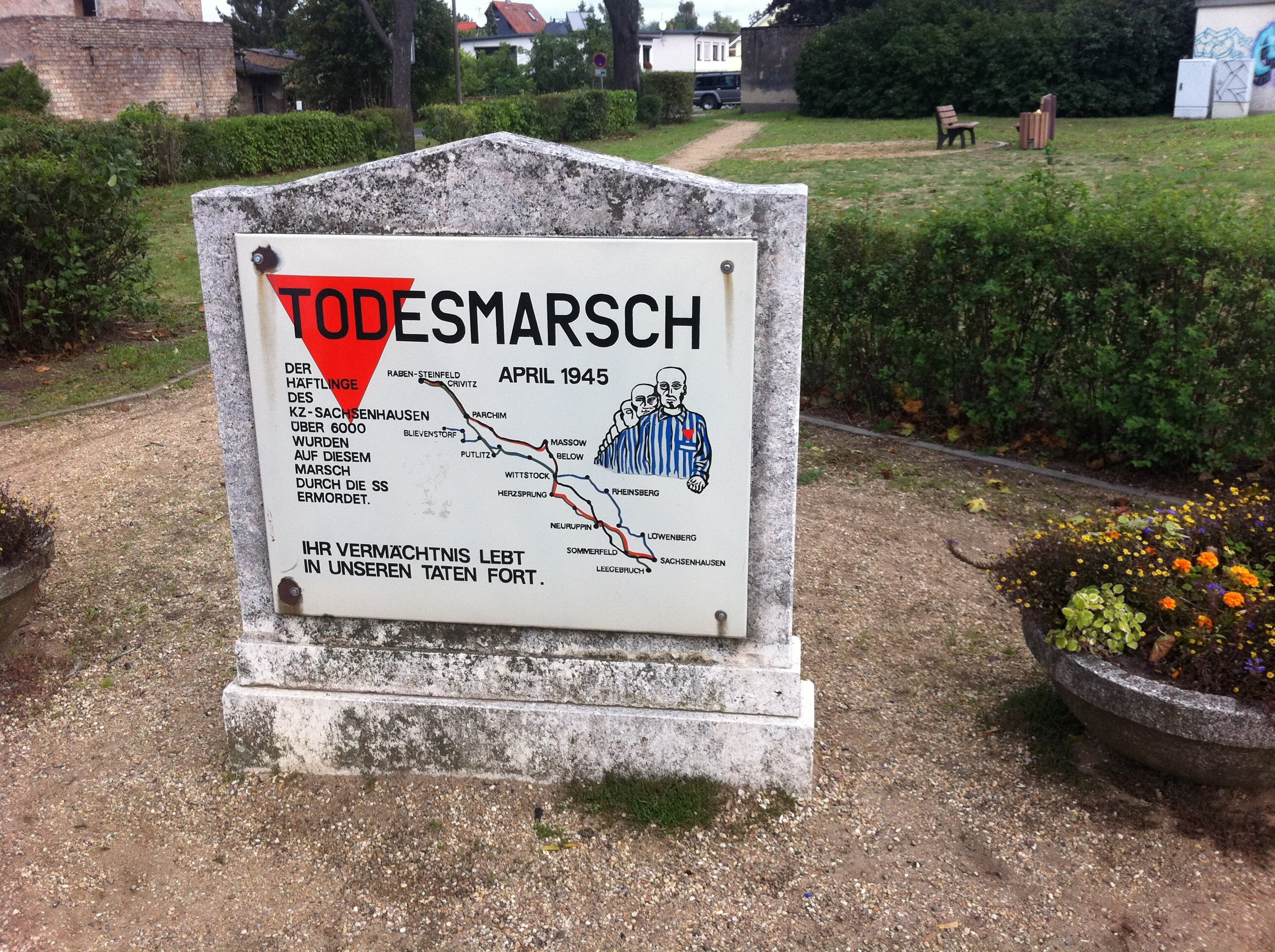
لوحة الموت التذكارية لشهر مارس - سبتمبر 2010
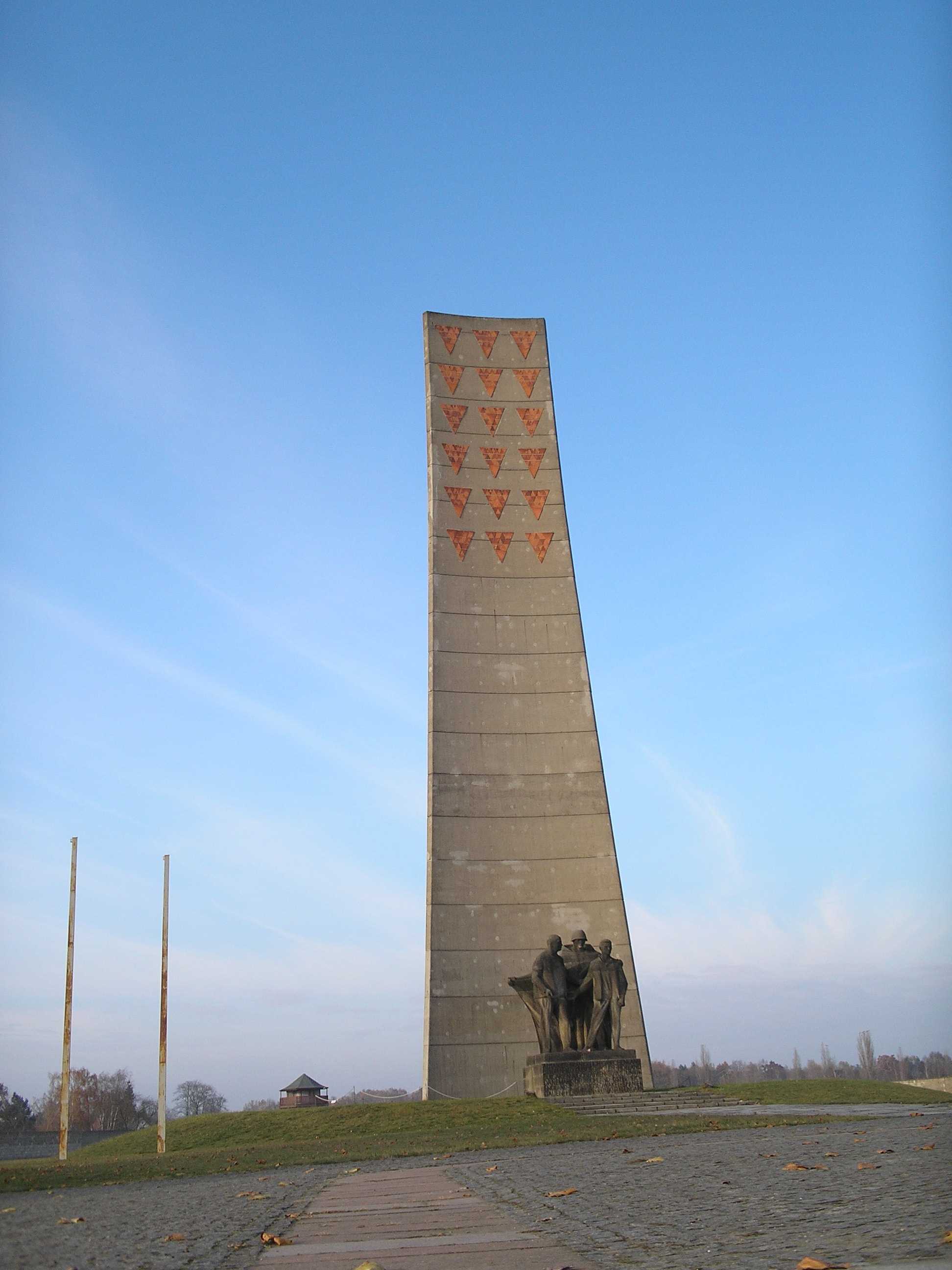
النصب التذكاري للتحرير السوفيتي - الحجم الكامل - نوفمبر 2005
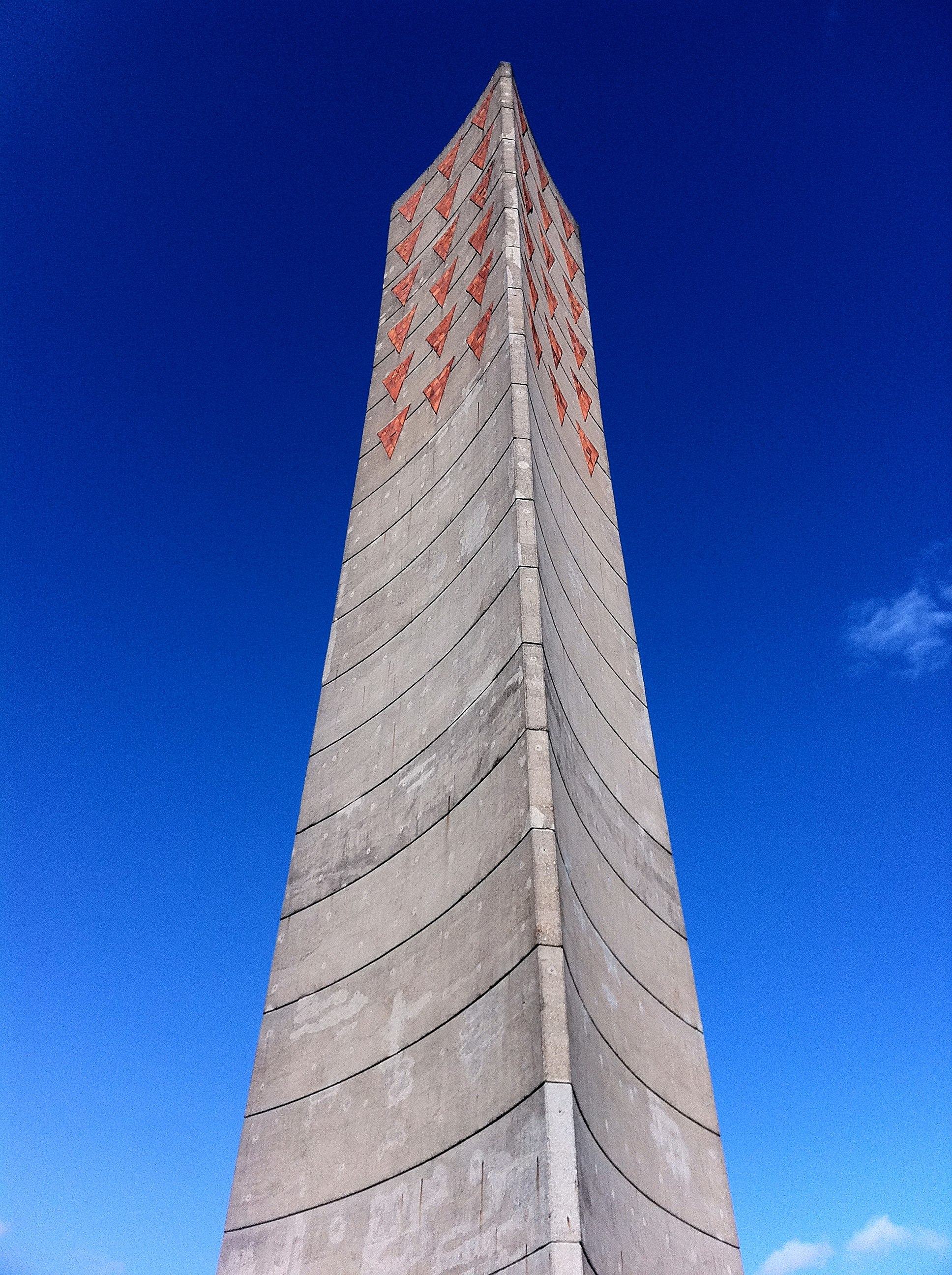
هناك ثمانية عشر مثلثًا أحمر اللون على كل جانب من المسلة التذكارية - سبتمبر 2010
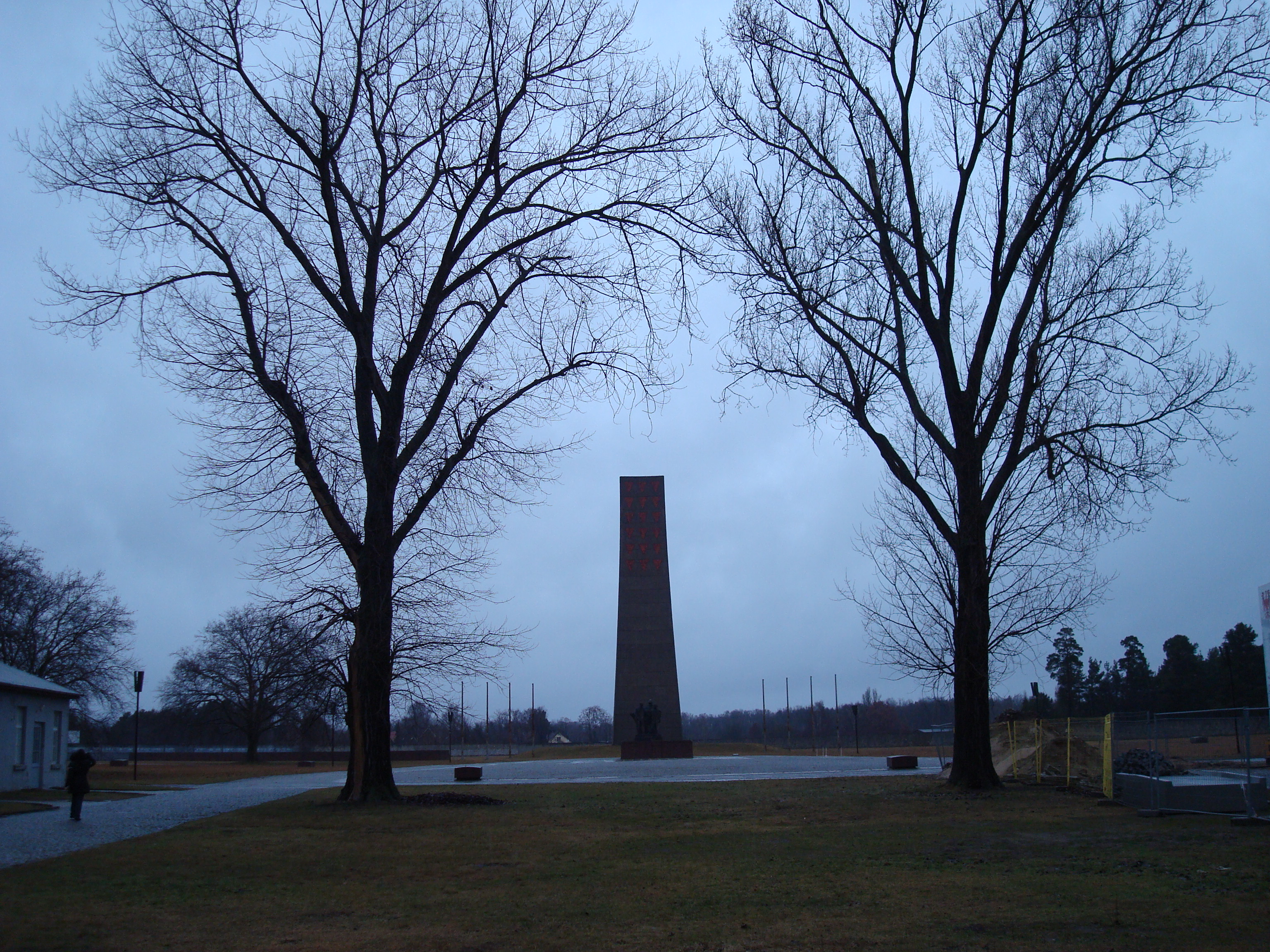
النصب التذكاري
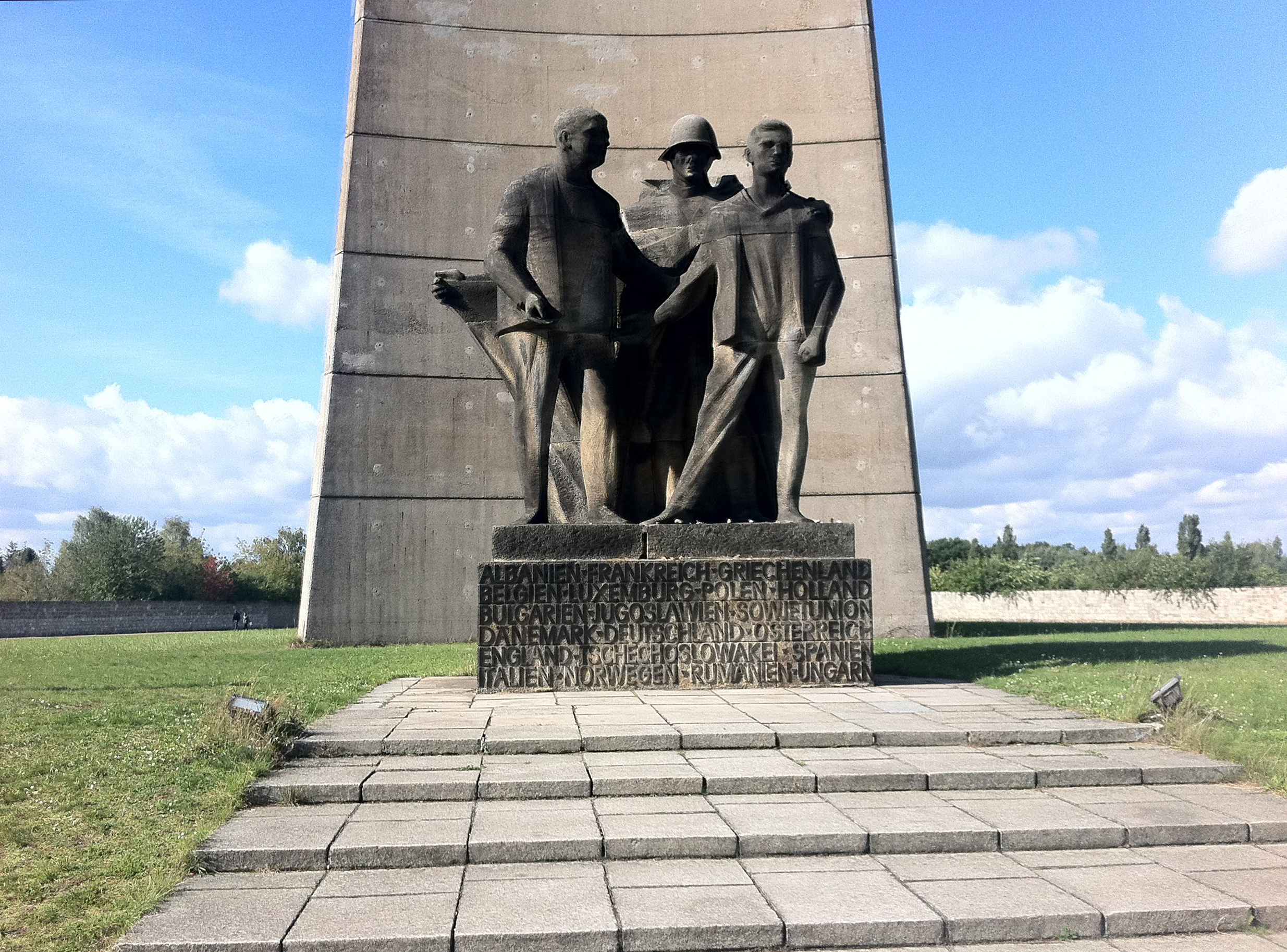
تمثال تذكاري في قاعدة المسلة - سبتمبر 2010
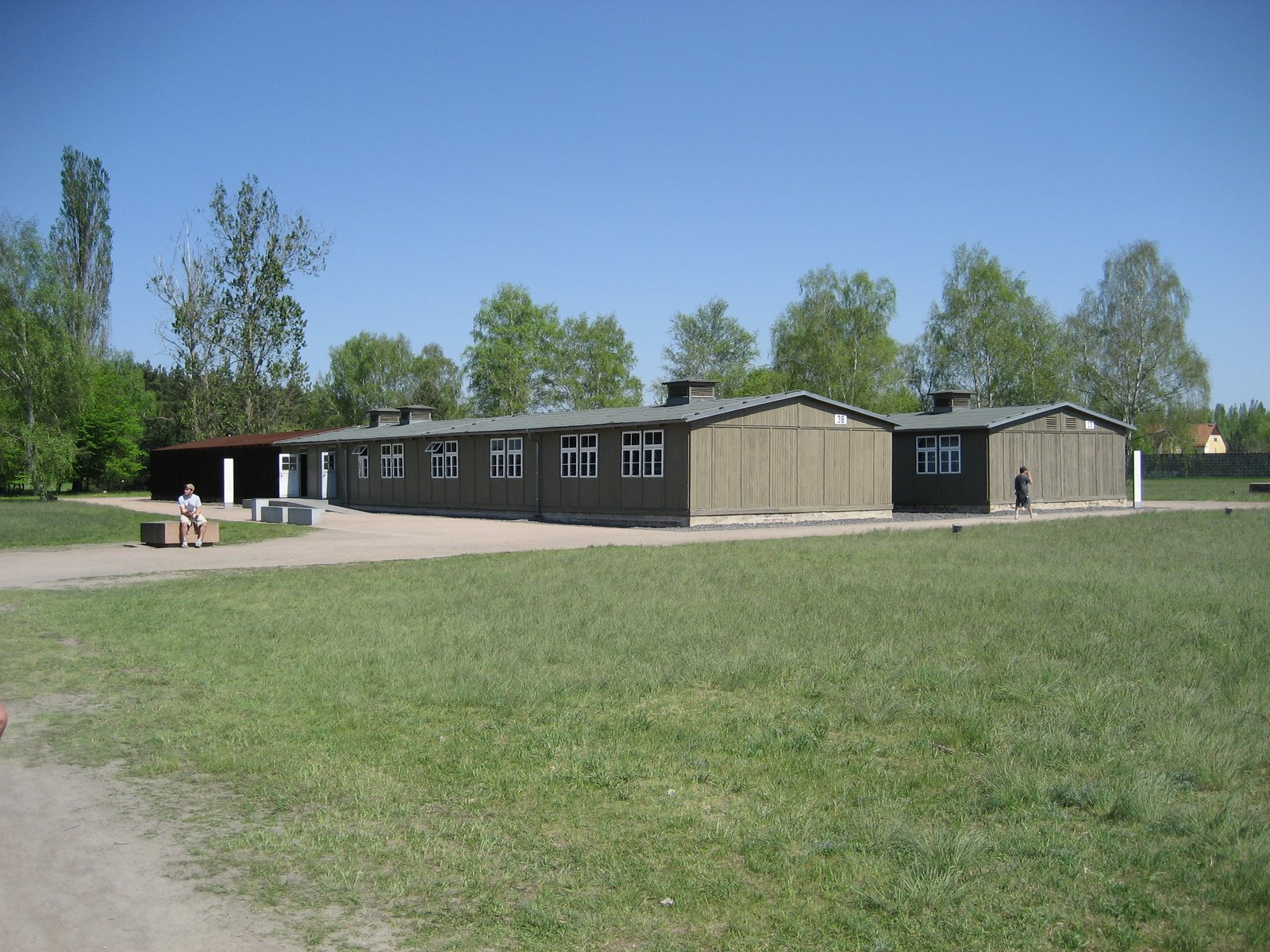
الثكنات والمتحف اليهودي ، 2006
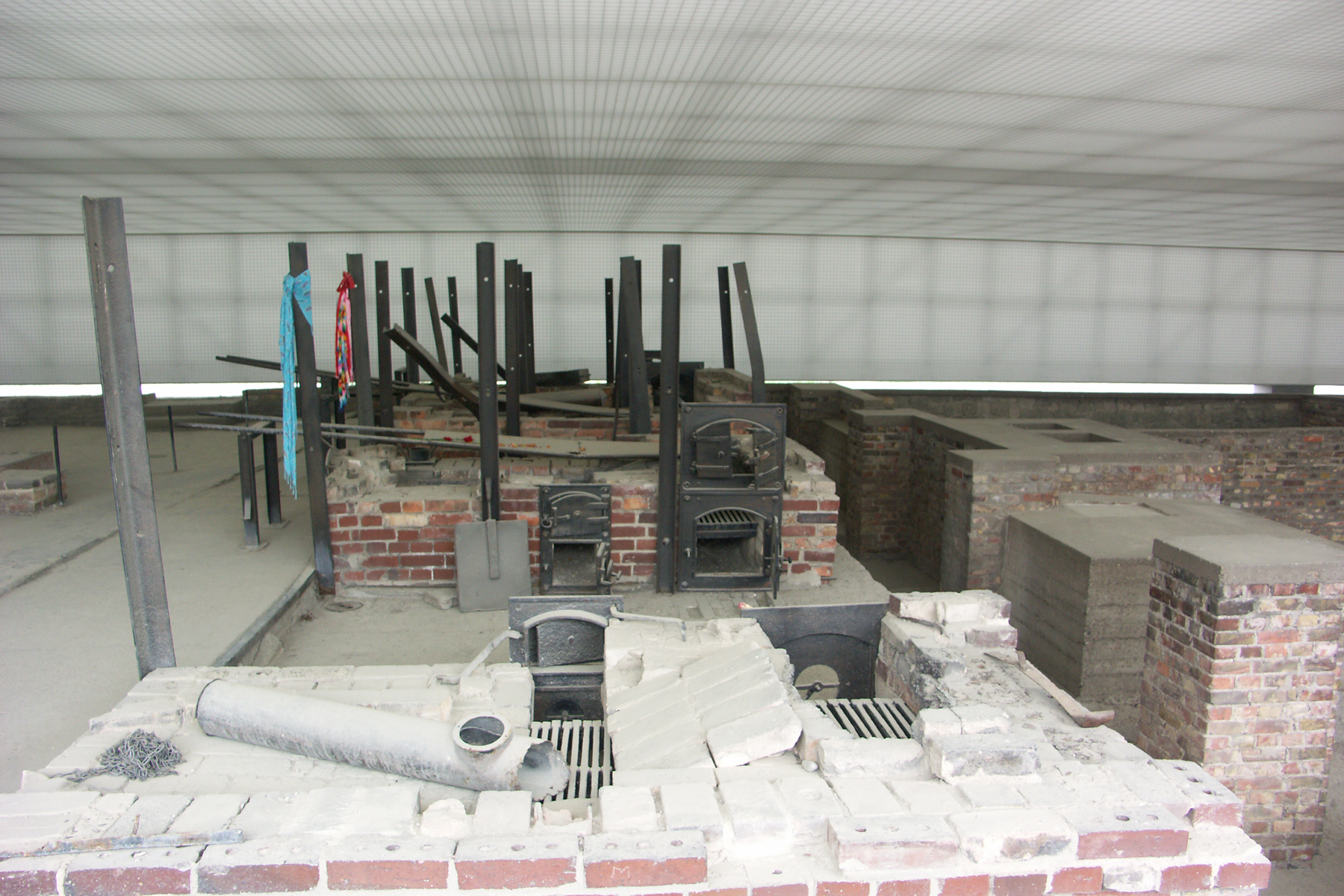
Sachsenhausen Crematorium، Oranienburg، Berlin، 2009
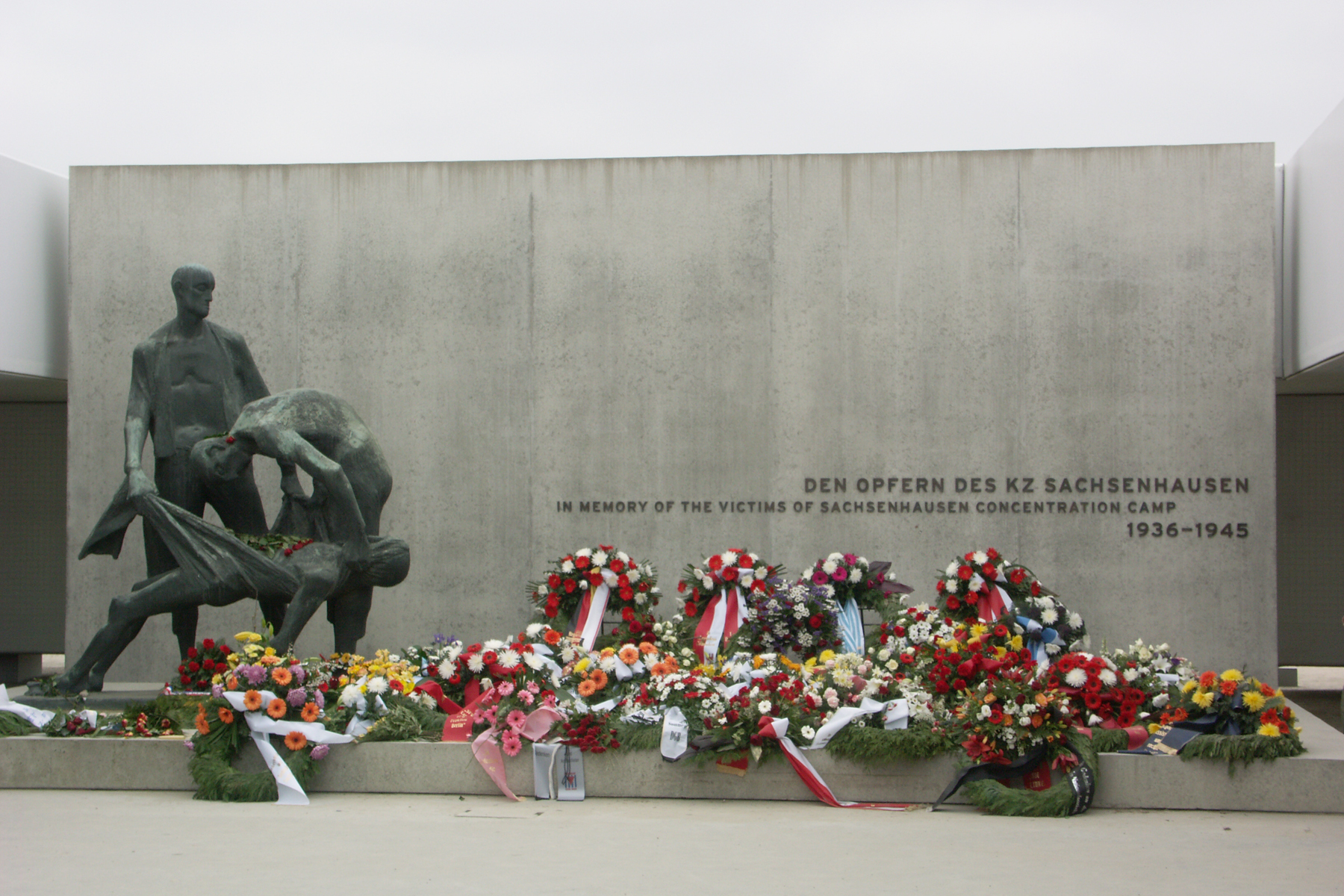
Sachsenhausen Crematorium Memorial، Oranienburg، Berlin، 2009
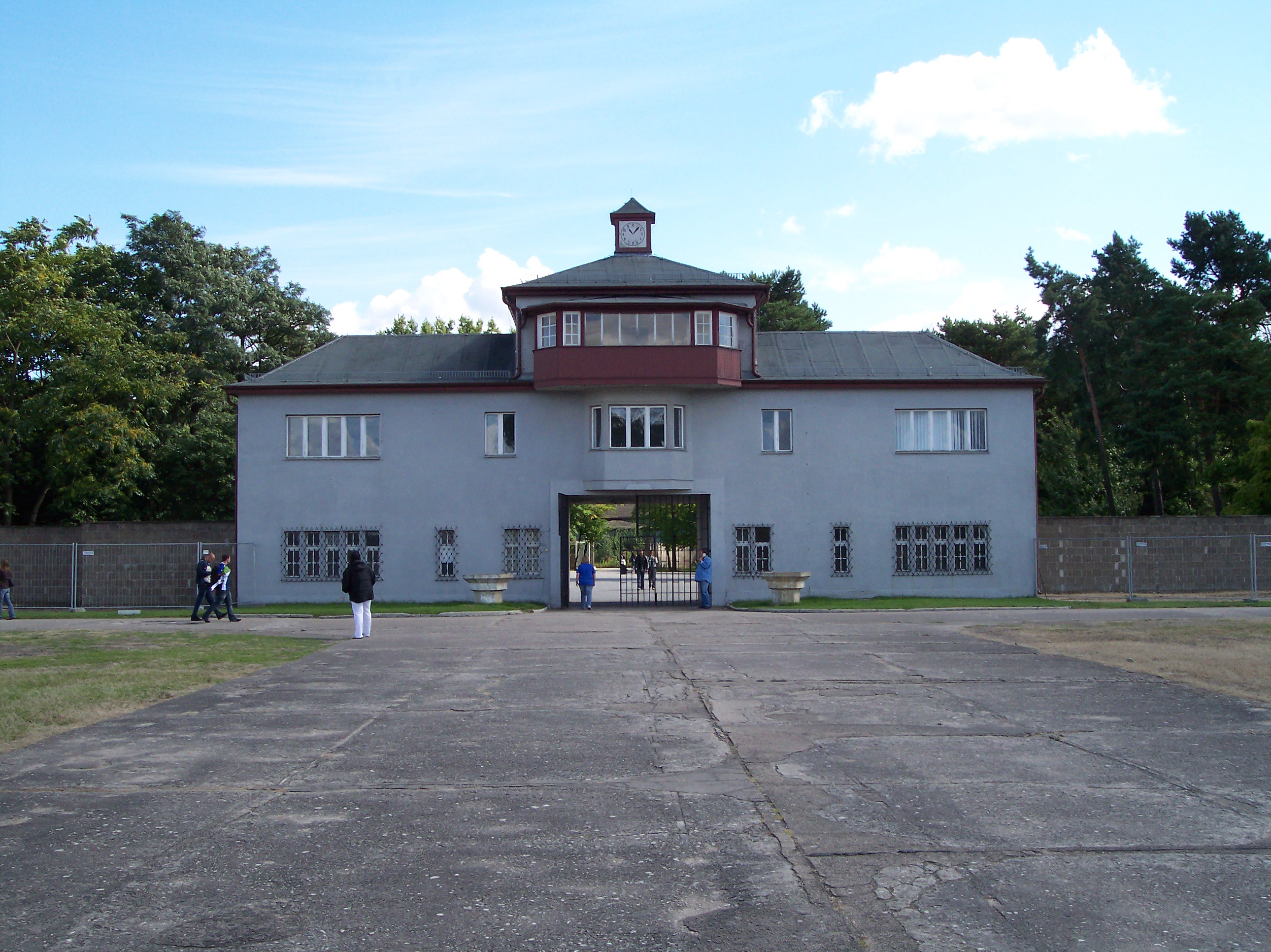
مدخل ينظر من منطقة الدعوة رول
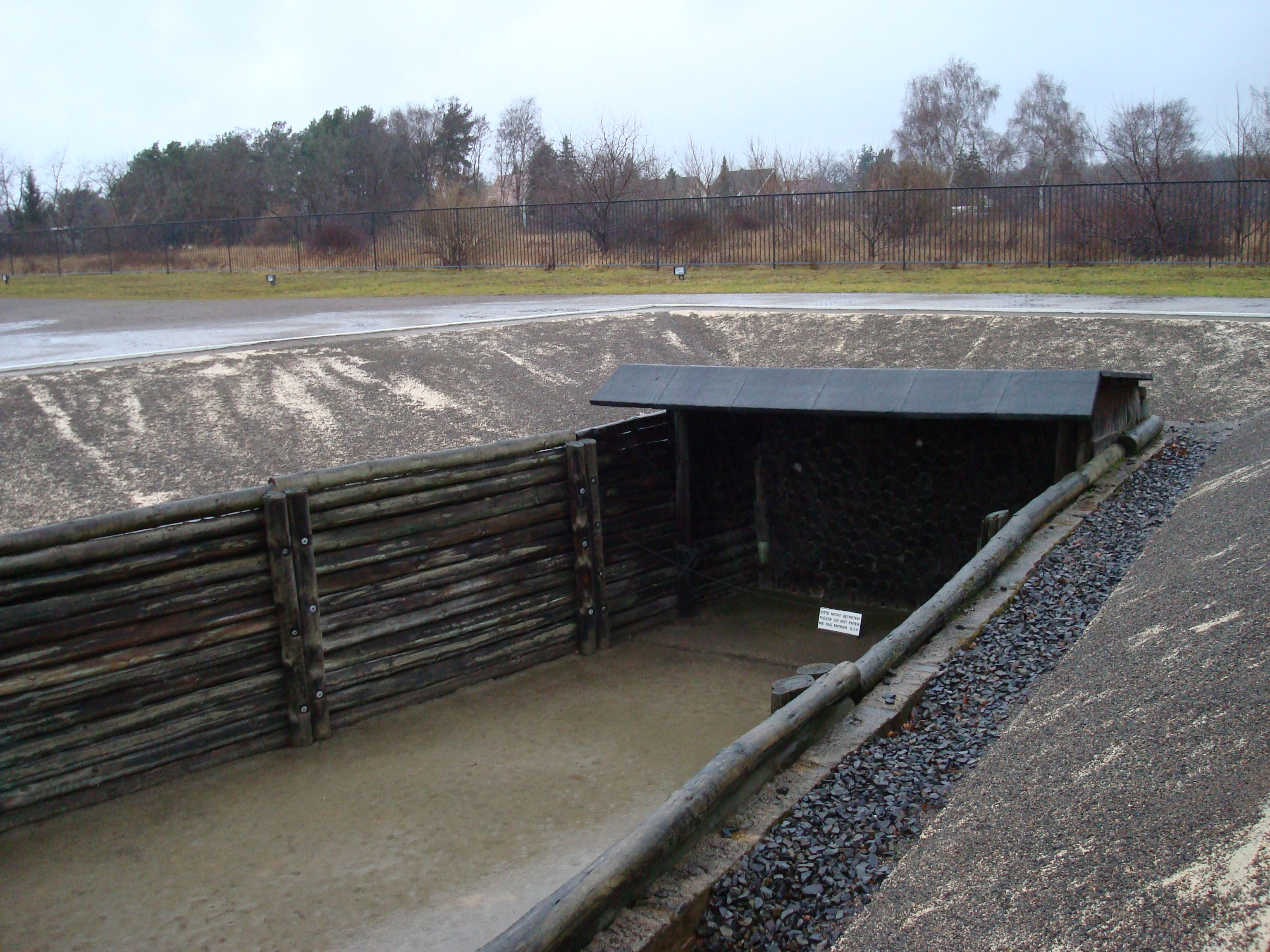
خندق التنفيذ
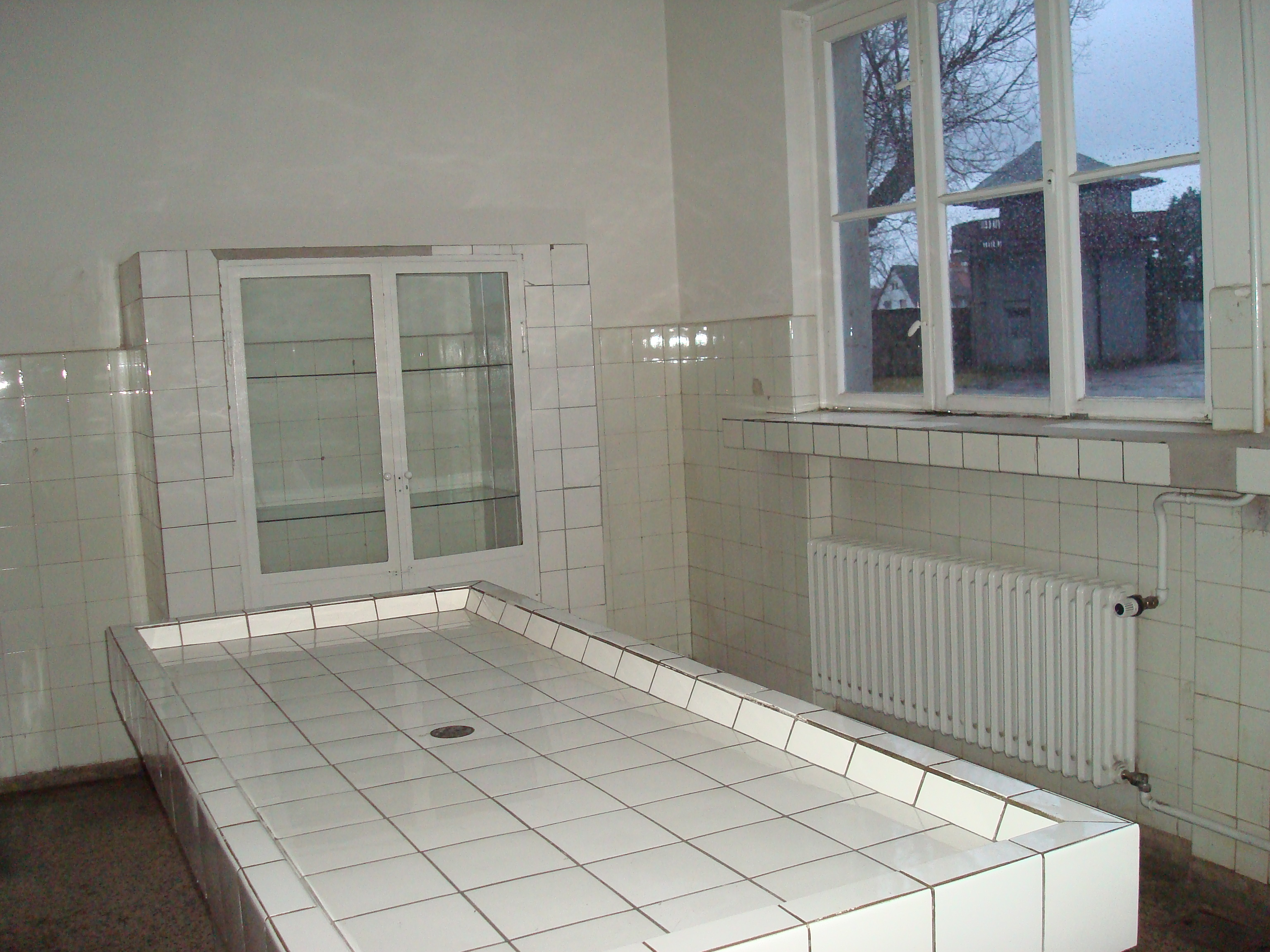
الجدول الطبي بعد الوفاة
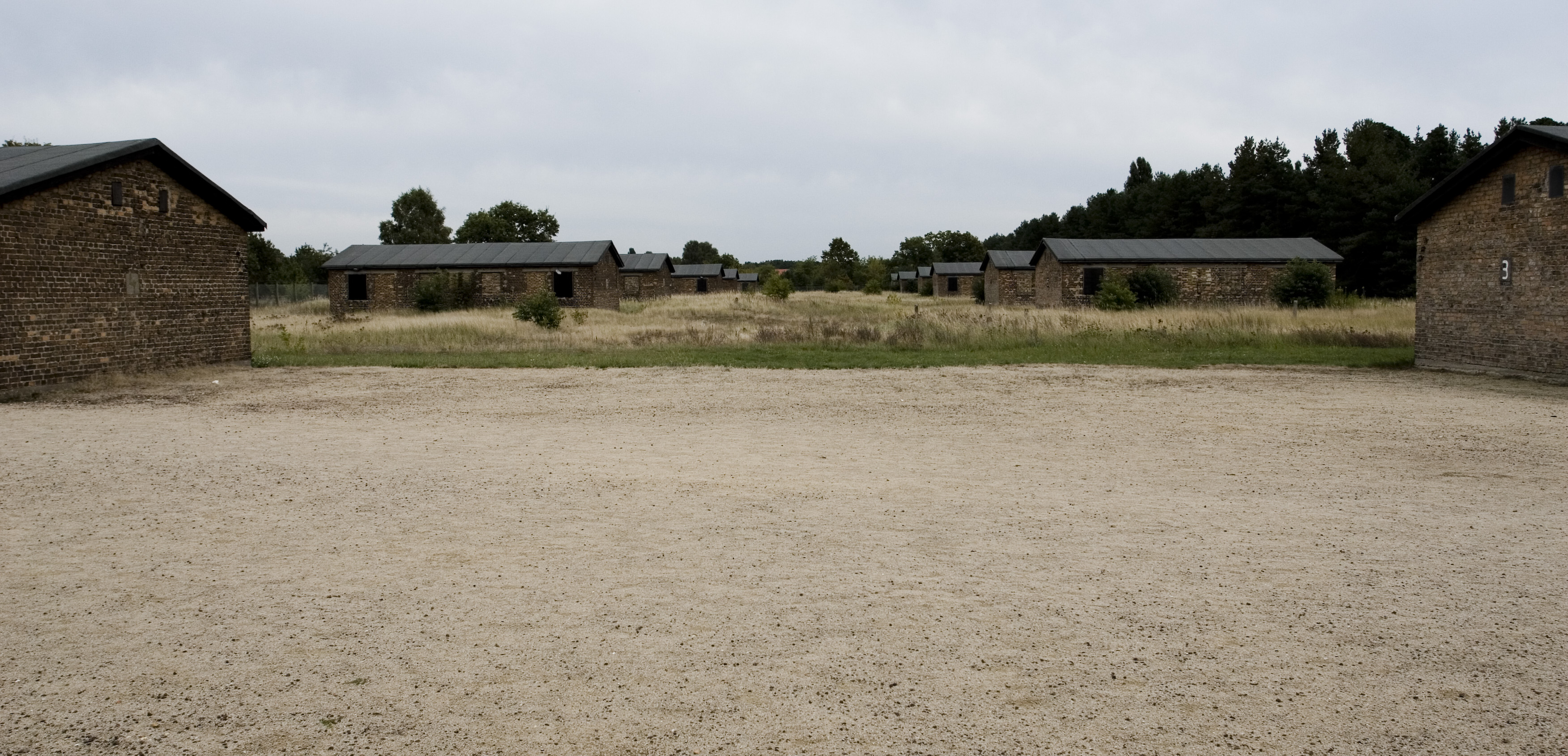
المعسكر السوفيتي الخاص (2007)
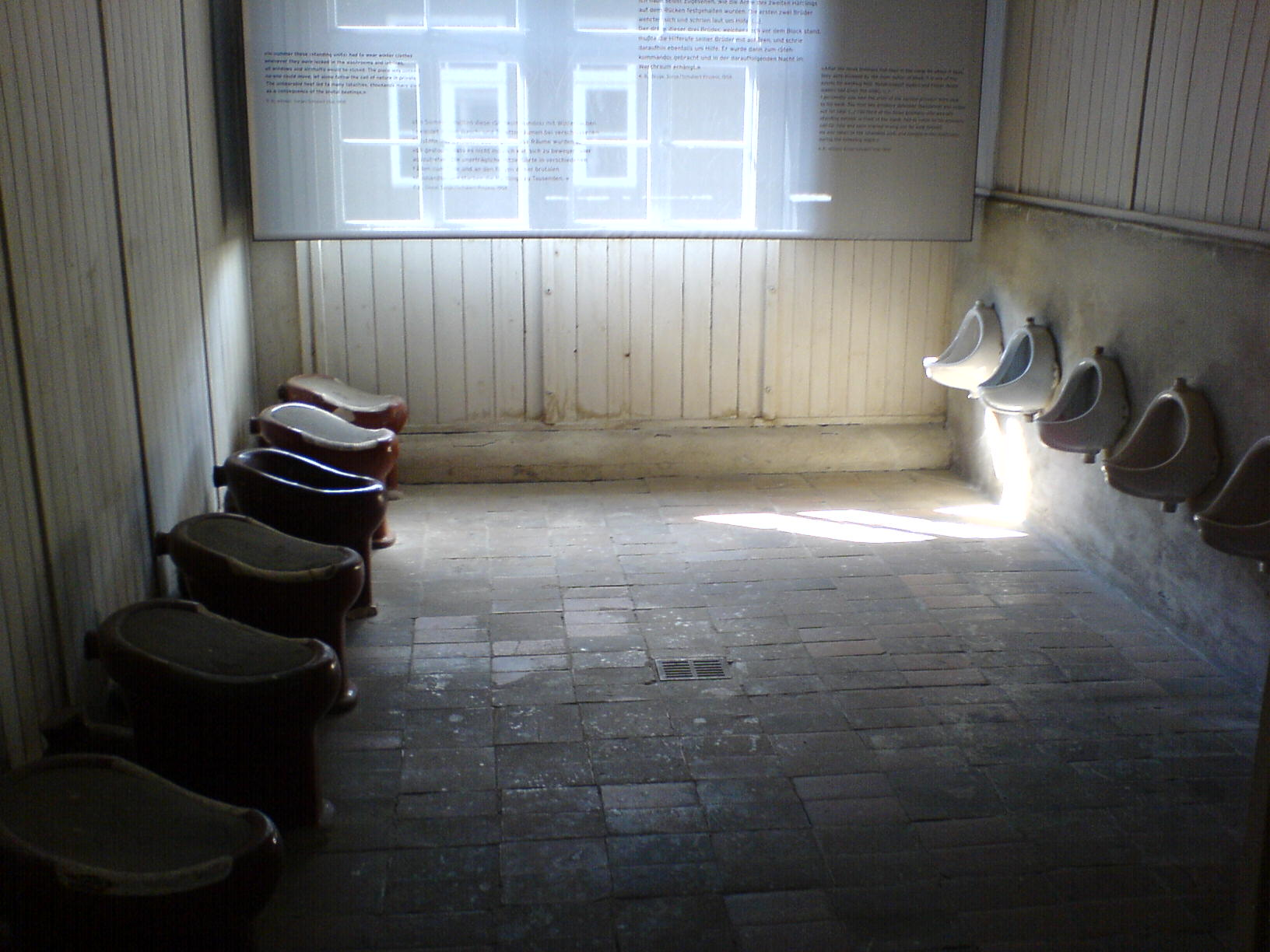
مرحاض داخل الثكنات
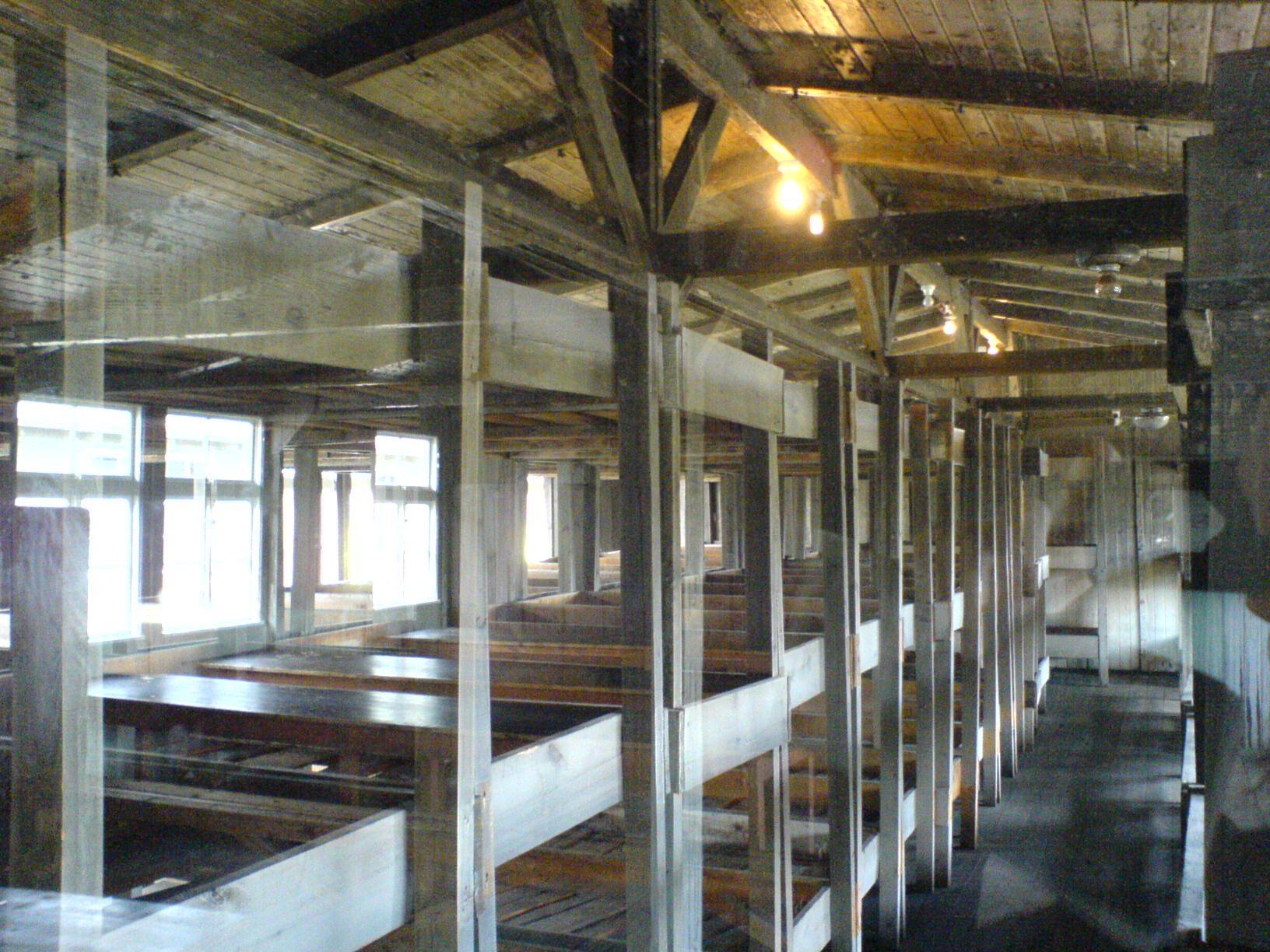
سرير بطابقين داخل الثكنات
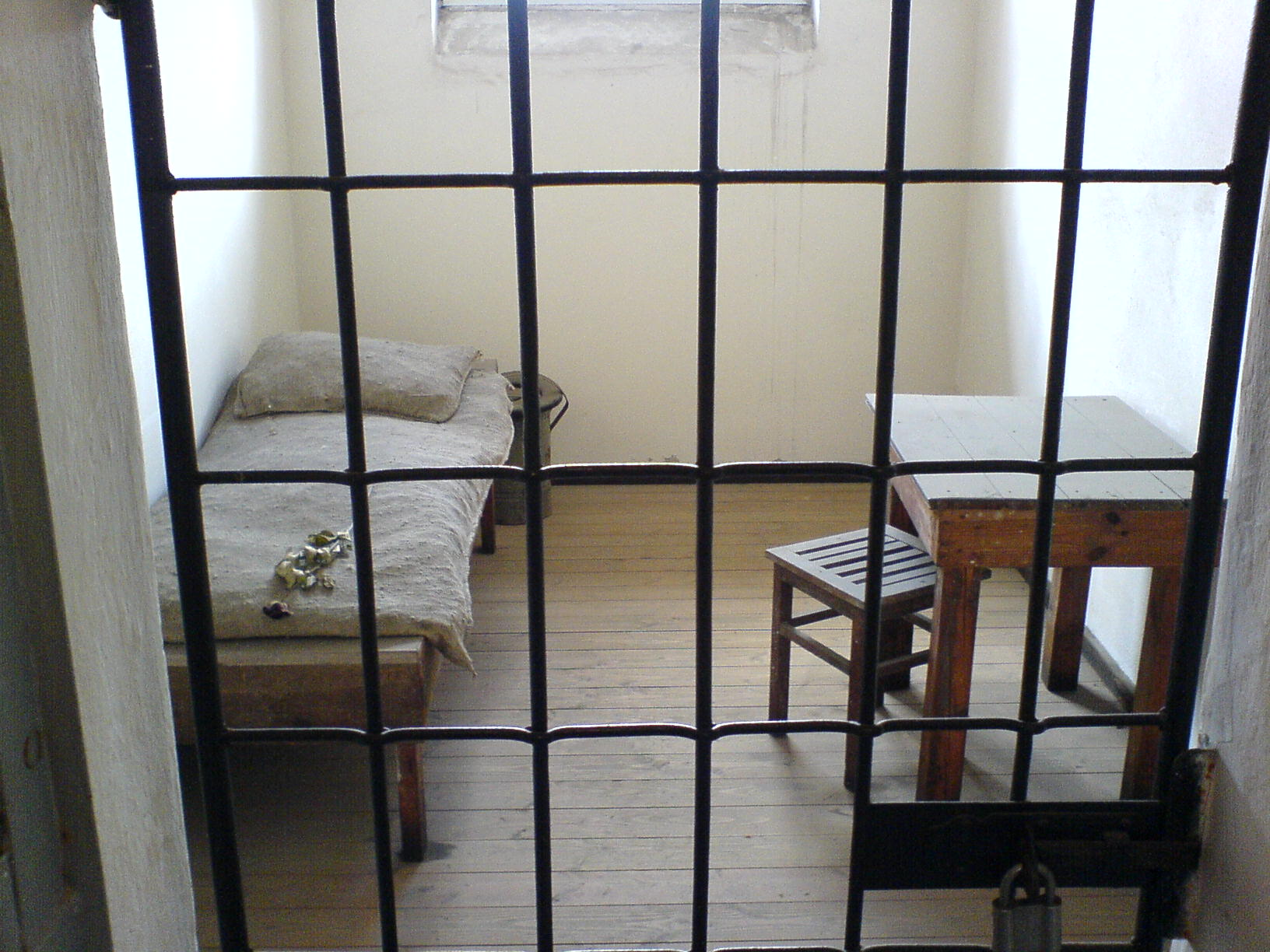
زنزانة
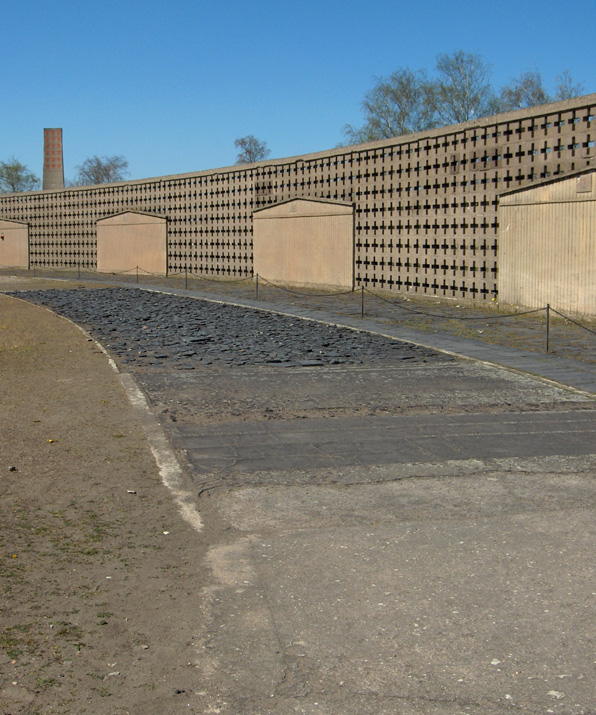
مسار اختبار التمهيد ، يستخدم بشكل خاص من قبل السجناء المثلث الوردي (المثليين)
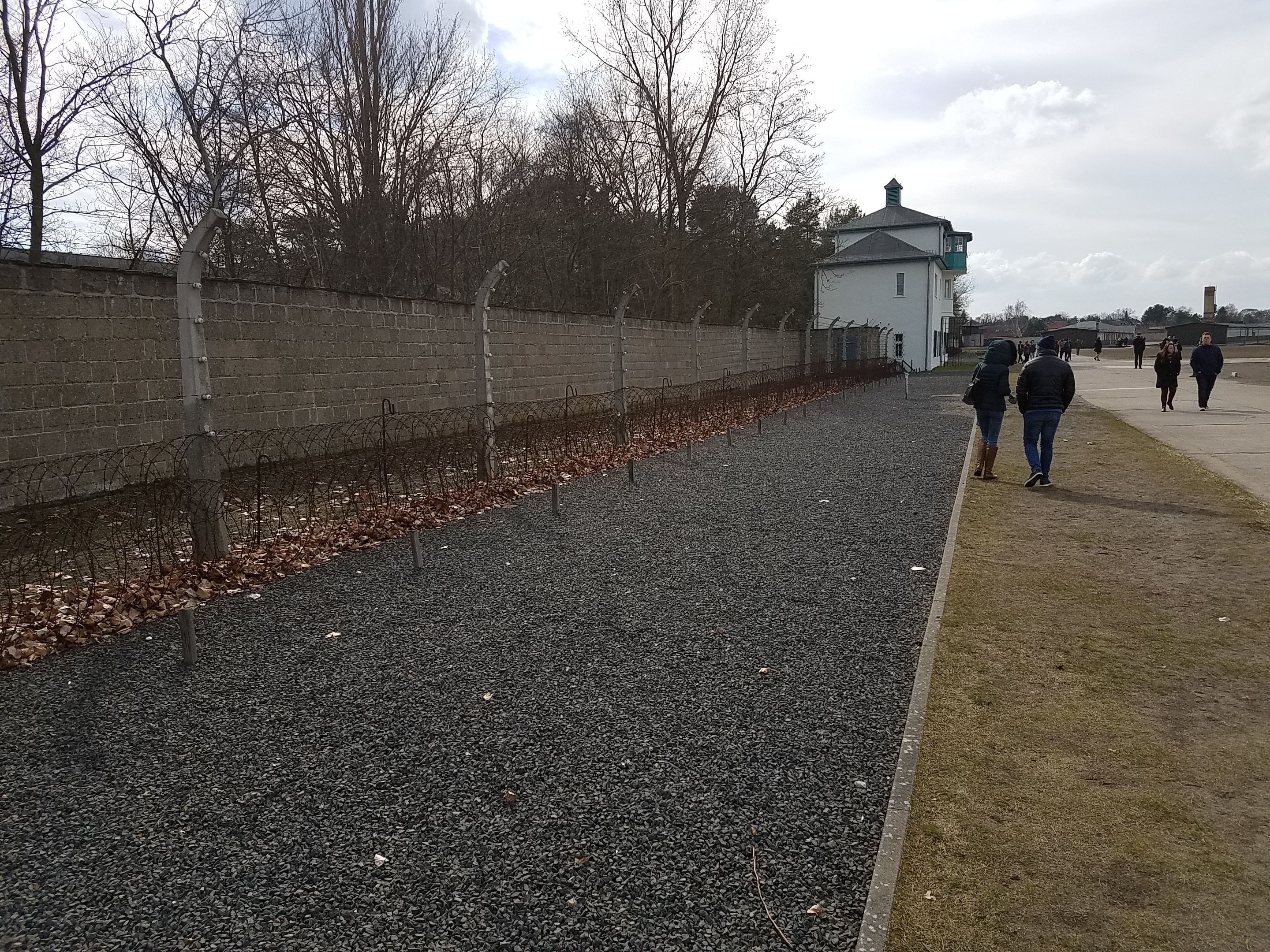
محيط الحصى قطاع الموت
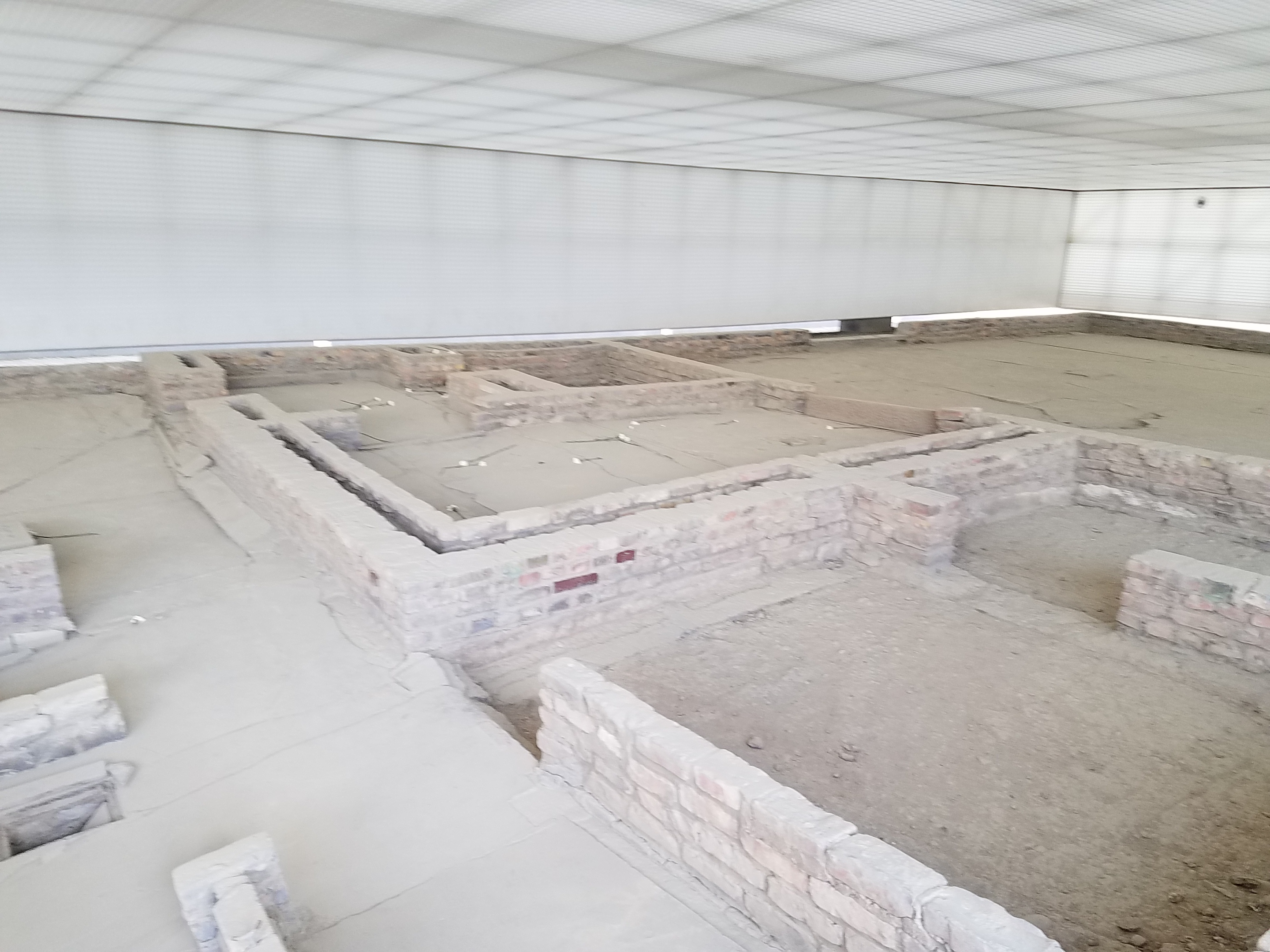
مؤسسة غرفة التنفيذ

## الحواشي
1. ↑  مذكور في: Nuremberg Trials Project.
2. ↑  مذكور في: Encyclopedia of Camps and Ghettos, 1933-1945. المُؤَلِّف: متحف ذكرى الهولوكوست بالولايات المتحدة. الناشر: مطبعة جامعة إنديانا. لغة العمل أو لغة الاسم: الإنجليزية. تاريخ النشر: 2009.
3. ↑  "The Extraordinary Life of Mike Cumberlege SOE by Robin Knight (ردمك 978-1-78155-732-7)
4. ↑  "The gas Chamber at Sachsenhauden" {{https://deathcamps.org/gas_chambers/gas_chambers_sachsenhausen.html نسخة محفوظة 19 مايو 2019 على موقع واي باك مشين.}}
5. ↑  
Niven، Bill (2002). Facing the Nazi Past (ط. 1st). Routledge. ص. 11.